# Nizy-le-Comte
Nizy-le-Comte är en kommun i departementet Aisne i regionen Hauts-de-France i norra Frankrike. Kommunen ligger  i kantonen Sissonne som ligger i arrondissementet Laon. År 2022 hade Nizy-le-Comte 232 invånare.

## Befolkningsutveckling
Antalet invånare i kommunen Nizy-le-Comte
Referens: INSEE